# Одсеч
Одсеч (пол. Odsiecz) — польский дворянский герб.

## Герб используют
Адам Юзевич, г.Одсеч, жалован дипломом на потомственное дворянское достоинство Царства Польского 20.06.1850.